# طاعون جستنيان
طاعون جستنيان أو وباء جستنيان (حوالي 541م - 549م): وباء أصاب الإمبراطورية البيزنطية (الرومانية الشرقية) وخاصة عاصمتها القسطنطينية، وكذلك الإمبراطورية الساسانية والمدن الساحلية حول البحر الأبيض المتوسط بأكمله، حيث كانت السفن التجارية تؤوي الفئران التي تحمل البراغيث المصابة بالطاعون.
تم تسمية الطاعون على اسم الإمبراطور البيزنطي جستنيان الأول والذي أصيب بالمرض وفقًا لمؤرخ بلاطه بروكوبيوس القيسراني وتعافى في عام 542م، في ذروة الوباء الذي قتل حوالي خمس السكان في العاصمة الإمبراطورية. وصلت العدوى مبكراً إلى مصر الرومانية في مدينة الفرما عام 542م، التي كانت مركزًا كبيرًا وهامًا للتجارة الوسيطة بين الشرق والغرب. وانتشر الوباء حول البحر الأبيض المتوسط حتى عام 544م، واستمر في شمال أوروبا وشبه الجزيرة العربية حتى عام 549م.يعتقد بعض المؤرخين أن طاعون جستنيان كان أحد أكثر الأوبئة فتكًا في التاريخ، وأنه أدى إلى وفاة ما يقدر بنحو 25-50 مليون شخص خلال قرنين، وهو ما يعادل 13-26% من سكان العالم في وقت تفشي المرض لأول مرة. تمت مقارنة التأثير الاجتماعي والثقافي للطاعون بتأثير الموت الأسود الذي دمر أوراسيا في القرن الرابع عشر، لكن بحثًا نشر في عام 2019 جادل بأن عدد وفيات الطاعون والآثار الاجتماعية مبالغ فيها.

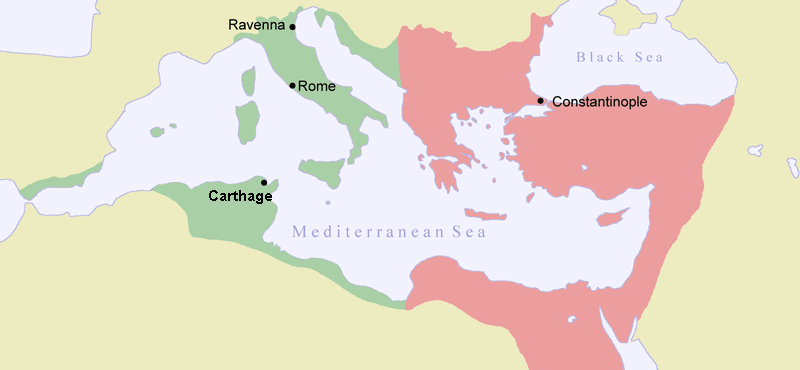
خريطة للإمبراطورية البيزنطية في 550 (بعد طاعون جستنيان بعقد) مع غزوات جستنيان باللون الأخضر

في عام 2013، أكد الباحثون تكهنات سابقة بأن سبب طاعون جستنيان كان اليرسينيا الطاعونية، وهي نفس البكتيريا المسؤولة عن الموت الأسود (1347-1351). كان الأخير أقصر بكثير، لكنه مع ذلك قتل ما يقدر بنحو ثلث إلى نصف الأوروبيين. تم العثور على سلالات يرسينيا طاعونية قديمة وحديثة مرتبطة ارتباطًا وثيقًا بسلف سلالة طاعون جستنيان في جبال تيان شان، وهي سلاسل جبلية على حدود قيرغيزستان وكازاخستان والصين، مما يشير إلى أن طاعون جستنيان قد نشأ في تلك المنطقة أو بالقرب منها.
تكرر ظهور الطاعون بشكل دوري حتى القرن الثامن الميلادي. كان لموجات المرض تأثير كبير على المسار اللاحق للتاريخ الأوروبي. أطلق المؤرخون المعاصرون على هذا الوباء اسم جستنيان الأول، الذي كان إمبراطورًا في وقت تفشي المرض لأول مرة. أصيب جستنيان نفسه بالمرض، لكنه نجا.

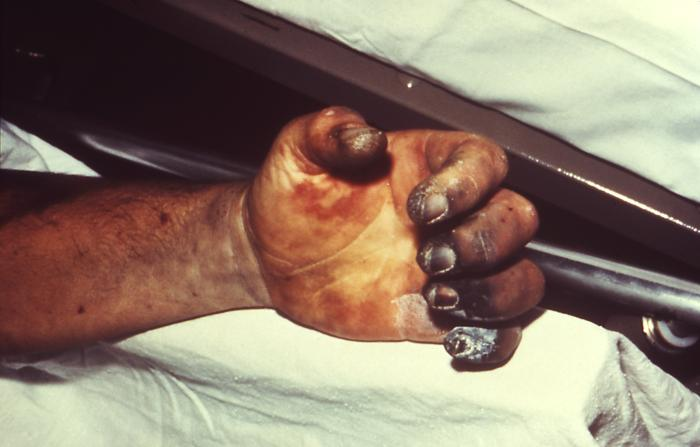
كانت إحدى خصائص طاعون جستنيان هي نخر اليد. (الصورة من ضحية للطاعون سنة 1975)

## الأصول والانتشار

### دراسات علم الوراثة
تشير الدراسات الوراثية للحمض النووي الحديث والقديم ليرسينيا الطاعونية إلى أن أصل الطاعون كان في آسيا الوسطى. تم العثور على أكثر السلالات الموجودة على المستوى القاعدي أو الجذري من اليرسينيا الطاعونية كنوع في تشينغهاي، الصين. بعد أن تم عزل عينات من الحمض النووي لليرسينيا من الهياكل العظمية لضحايا طاعون جستنيان في ألمانيا، وجد أن السلالات الحديثة الموجودة حاليًا في سلسلة جبال تيان شان هي الأكثر قاعدية مقارنة بسلالة طاعون جستنيان. بالإضافة إلى ذلك، تم العثور على هيكل عظمي في تيان شان يرجع تاريخه إلى حوالي عام 180 بعد الميلاد وتم تحديده على أنه «هون مبكر» يحتوي على حمض نووي ليرسينيا الطاعونية مرتبط ارتباطًا وثيقًا بعينات طاعون جستنيان الألمانية. وهذا يشير إلى أن توسع الشعوب المتنقلة التي انتقلت عبر السهوب الأوراسية، مثل شيونغنو وفي وقت لاحق الهون، كان له دور في نشر الطاعون إلى غرب أوراسيا من أصله في آسيا الوسطى.
تم العثور على عينات من الحمض النووي لليرسينيا الطاعونية في هياكل عظمية يعود تاريخها إلى 3000-800 قبل الميلاد، في غرب وشرق أوراسيا. لا يبدو أن سلالة يرسينيا الطاعونية المسؤولة عن الموت الأسود -والذي كان وباء مدمرا من الطاعون الدملي- تنحدر بصورة مباشرة من سلالة طاعون جستنيان. ومع ذلك، قد يكون انتشار طاعون جستنيان قد تسبب في تشعب تطوري أدى إلى ظهور سلالة 0ANT.1 الموجودة حاليًا.

### المنظور التاريخي

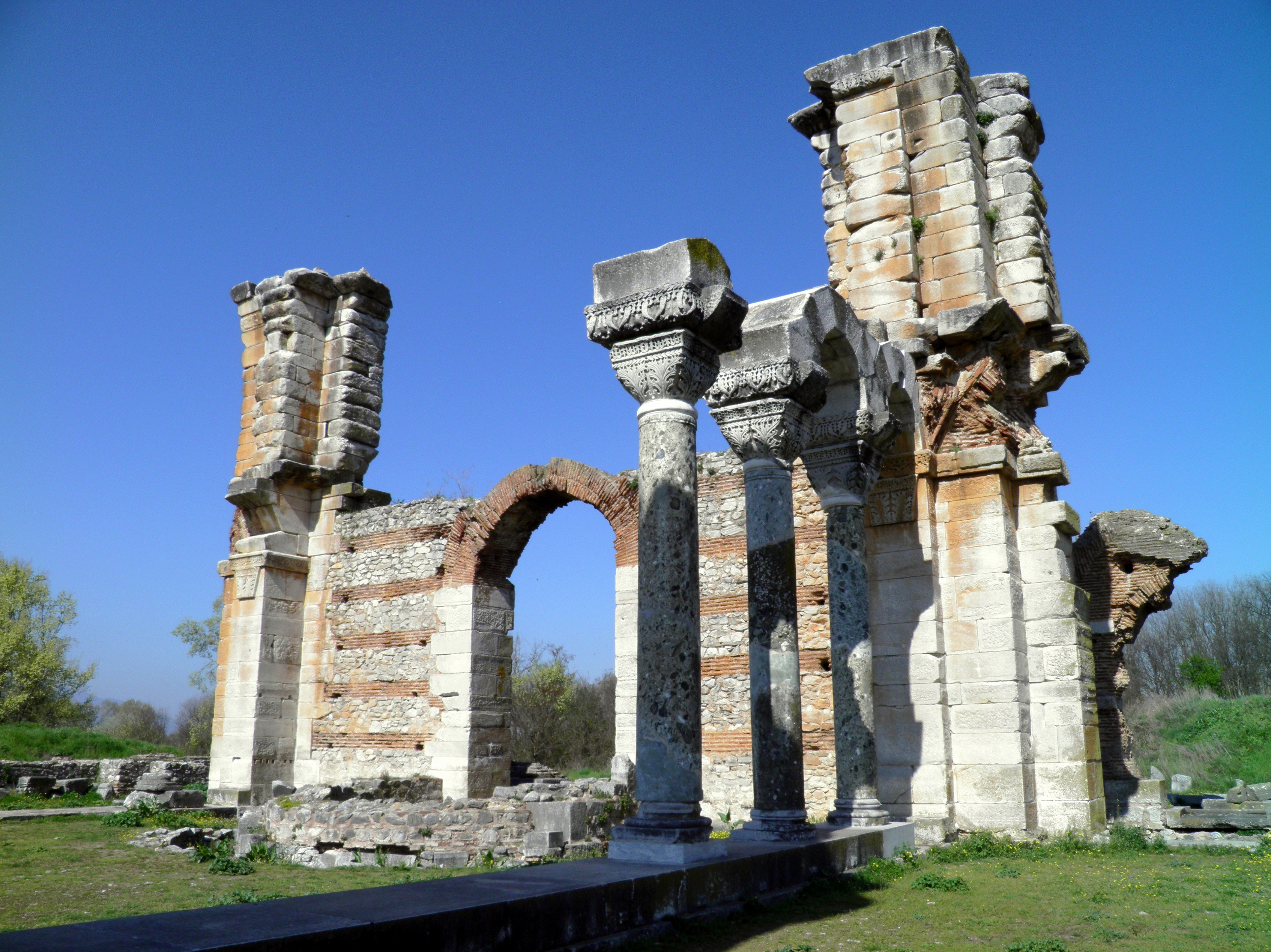
بازيليكا مكتملة جزئيا في فيليبي؛ ويعتقد أن طاعون جستنيان قد أوقف بناءها.

يعتبر طاعون جستنيان عمومًا أول وباء يرسينيا طاعونية يسجل تاريخياً. يستند هذا الاستنتاج إلى الأوصاف التاريخية للأعراض السريرية للمرض والكشف عن الحمض النووي لـ Y. pestis في البقايا البشرية في مواقع المقابر القديمة التي يرجع تاريخها إلى تلك الفترة.
وفقًا لمصادر معاصرة لتلك الفترة، كان يعتقد أن التفشي في القسطنطينية قد نشأ بسبب الفئران المصابة القادمة في سفن الحبوب من مصر إلى المدينة. حيث لإطعام مواطنيها، استوردت المدينة والمجتمعات المجاورة كميات كبيرة من الحبوب، معظمها من مصر. اعتمدت الفئران (والبراغيث) في مصر على التغذية من مخازن الحبوب الكبيرة التي كانت تحتفظ بها الحكومة.
أبلغ المؤرخ البيزنطي بروكوبيوس لأول مرة عن الوباء عام 541 من ميناء بيلوسيوم بالقرب من السويس في مصر. كان هناك تقريران آخران عن ويلات الطاعون كتبهما مؤرخ الكنيسة السريانية يوحنا الأفسسي وإيفاغريوس سكولاستيكوس، الذي كان طفلاً في أنطاكية في ذلك الوقت وأصبح لاحقًا مؤرخًا للكنيسة. أصيب إيفاغريوس بالتهاب الغدة الليمفاوية المرتبط بالمرض لكنه نجا. بسبب تكرر ظهور المرض لأربع مرات في حياته، فقد زوجته وابنته وطفلها وأطفال آخرين ومعظم خدمه.

سجل بروكوبيوس، أن الطاعون في ذروته كان يقتل 10000 شخص في القسطنطينية يوميًا، ولكن دقة الرقم محل شك، وربما لن يعرف الرقم الحقيقي أبدًا. وأشار إلى أنه بسبب عدم وجود مكان لدفن الموتى، تُركت الجثث مكدسة في العراء. غالبًا ما كانت تُترك طقوس الجنازة دون حضور، وكانت رائحة المدينة بأكملها مثل رائحة الموتى. في كتابه التاريخ السري، يسجل الدمار في الريف ويتحدث عن الرد القاسي من قبل جستنيان:
عندما اجتاح الوباء العالم المعروف كله ولا سيما الإمبراطورية الرومانية، قضى على معظم المجتمع الزراعي تاركًا دربًا من الخراب في أعقابه، لم يظهر جستنيان أي رحمة تجاه أصحاب الأملاك المدمرة. حتى في ذلك الحين، لم يمتنع عن المطالبة بالضريبة السنوية، ليس فقط المبلغ الذي قام بتقييمه لكل فرد، ولكن أيضًا المبلغ الذي كان جيرانه المتوفين مسؤولين عنه.
كنتيجة للطاعون في الريف، لم يستطع المزارعون الاعتناء بالمحاصيل وارتفع سعر الحبوب في القسطنطينية. أنفق جستنيان مبالغ ضخمة من المال للحروب ضد الوندال في منطقة قرطاج ومملكة القوط الشرقيين في إيطاليا. كان قد خصص أموالًا كبيرة لبناء كنائس عظيمة، مثل آيا صوفيا. عندما حاولت الإمبراطورية تمويل المشاريع، تسبب الطاعون في انخفاض عائدات الضرائب من خلال العدد الهائل من الوفيات وتعطيل الزراعة والتجارة. سارع جستنيان بسن تشريع جديد للتعامل بشكل أكثر كفاءة مع وفرة دعاوى الميراث التي يتم رفعها نتيجة وفاة الضحايا دون وصية.
كانت آثار الطاعون على المدى الطويل على التاريخ الأوروبي والمسيحي هائلة. مع انتشار المرض إلى المدن الساحلية حول البحر الأبيض المتوسط، تمت إعادة تنشيط القوط المتعثرين ودخل صراعهم مع القسطنطينية مرحلة جديدة. أضعف الطاعون الإمبراطورية البيزنطية في لحظة حرجة، عندما استعادت جيوش جستنيان تقريبا كل إيطاليا وساحل غرب البحر الأبيض المتوسط. كان الغزو المتطور سيعيد توحيد قلب الإمبراطورية الرومانية الغربية مع الإمبراطورية الرومانية الشرقية. على الرغم من أن الغزو حدث في 554، إلا أن التوحيد لم يدم طويلا. في عام 568، غزا اللومبارديون شمال إيطاليا، وهزموا الجيش البيزنطي الصغير الذي كان قد ترك هناك وأقاموا مملكة لومبارديا. ربما يكون الطاعون قد ساهم أيضًا في نجاح العرب بعد بضعة أجيال في الحروب العربية البيزنطية.